# 河流 (電影)
《河流》是蔡明亮的第三部電影，於1997年上映，同時也入圍第47屆柏林影展正式競賽片，並獲得評審團大獎銀熊獎。

## 劇情簡介
小康在百貨公司門口巧遇兩年不見的朋友，進而參與朋友製作電影的臨演－－飾演一具浮沉在河流出水口的男性屍體。後來，小康的脖子得了怪病，到處求醫，始終無法治癒。小康的家庭並沒有溫暖：母親陸筱琳在金獅樓餐廳當電梯小姐，有婚外情人，父親則是有機會就到同志三溫暖找年輕男子，並與母親分房睡。三人就像住在同一屋簷下的三個陌生人，唯一串起三人聯繫的是母親每天從餐廳帶回家的飯盒......

## 演員
- 李康生飾演小康
- 苗天飾演小康父親
- 陸弈靜飾演小康母親
- 許鞍華飾演電影導演
- 陳湘琪飾演小康女朋友
- 陳昭榮飾演三溫暖的年輕男子
- 楊貴媚飾演飯店的女子

## 獎項
| 獎項                   | 獎項       | 受獎者                        | 結果 |
| ---------------------- | ---------- | ----------------------------- | ---- |
| 第10屆新加坡國際電影節 | 最佳男主角 | 苗天                          | 獲獎 |
| 第47屆柏林影展         | 銀熊獎     | 河流 台灣                     | 獲獎 |
| 第34屆金馬獎           | 最佳劇情片 | 河流 中央電影事業股份有限公司 | 提名 |
| 第34屆金馬獎           | 最佳男主角 | 苗天                          | 提名 |
| 第34屆金馬獎           | 最佳女配角 | 陸筱琳                        | 提名 |
| 第34屆金馬獎           | 最佳音效   | 楊靜安                        | 提名 |

## 評價
- 聞天祥：「蔡明亮顛覆了人倫體系的不可侵犯，也為所有黑暗的情慾找到可以走到陽光下的寬容。」（聞天祥：《過影：1992－2011台灣電影總論》）

## 外部連結
- 開眼電影網上《河流》的資料（繁體中文）
- 香港影庫上《河流》的資料（繁體中文）
- 时光网上《河流》的資料（简体中文）
- 豆瓣电影上《河流》的資料 （简体中文）
- 爛番茄上《河流》的資料（英文）
- AllMovie上《河流》的资料（英文）
- 互联网电影数据库（IMDb）上《河流》的资料（英文）
- 張小虹：〈怪胎家庭羅曼史：《河流》中的慾望場景[]〉。